# Allison (Light Novel)
Allison (jap. アリソン, Arison) ist eine Light-Novel-Reihe des japanischen Autors Keiichi Sigsawa, die von Kōhaku Kuroboshi illustriert wurde. Die Reihe umfasst drei einzelne Abenteuer, die auf vier Bücher verteilt wurden, wovon die letzte Geschichte sich über zwei Bücher erstreckte. Das erste Buch der Reihe erschien am 10. März 2002. Die letzte Ausgabe wurde ab dem 10. Mai 2004 publiziert. Alle Bücher erschienen unter dem Label Dengeki Bunko von Media Works. Die Handlung wurde nach einem Zeitsprung durch die Light-Novel-Reihe Lillia to Treize fortgesetzt.
Die Buchreihe wurde in Form einer Manga-Reihe und eines japanischen Adventures adaptiert. Im Jahr 2008 wurde die Buchreihe zusammen mit ihrer Fortsetzung Lillia to Treize als 26-teilige Anime-Fernsehserie mit dem zusammengesetzten Titel Allison to Lillia im japanischen Fernsehen gezeigt.

## Szenario
In Allison ist die Welt in zwei große Nationen geteilt, die beide auf einem Kontinent leben, aber durch den großen Fluss Lutoni und ein sehr unwegsames Gebirge voneinander getrennt sind. Aufgrund dieser geographischen Besonderheit entwickelten sich zwei verschiedene Kulturen. Im östlichen Teil des Kontinents leben die Menschen der Roxcheanuk Confederation, die üblicherweise als Roxche (ロクシェ, Rokushe) abgekürzt wird. Sie besteht aus 16 einzelnen Staaten. Die westliche Nation ist das Vereinigte Königreich von Bezel Iltoa, das immer wieder als Sou Beil (スー･ベー･イル, Sū Bē Iru) abgekürzt wird. Dieses besteht aus den zwei Königreichen Bezel und Iltoa, die ihrerseits wiederum mehrere kleinere Länder unter sich vereinen. Trotz der Trennung beider Nationen gibt es immer wieder Menschen, die die Sprachen beider Nationen sprechen.
In der fiktionalen Welt wird das Anfangsjahr der Geschehnisse mit 3287 beziffert. Während dieser langen Zeit befanden sich beide Nationen immer wieder im Krieg miteinander, dessen letzte größere Auseinandersetzung vor 35 Jahre begann. Beide Nationen waren nach diesem 5 Jahre andauernden Krieg so erschöpft, dass sie ein Abkommen unterzeichneten. Seitdem haben beide Nationen um den zentralen Fluss eine Schutzzone errichtet. Das technische Niveau ist ungefähr mit dem von 1930 vergleichbar.

## Handlung

### Allison
Zu Beginn der Handlung besucht Allison, eine noch sehr junge Pilotin der Luftwaffe von Roxche, ihren Kindheitsfreund Wil (kurz für Wilhelm), der an der Schule zurückblieb, während sie den Militärdienst antrat. Auf einem Ausflug der beiden treffen sie auch einen alten und für seine Geschichten bekannten Mann. In seinen Erzählungen weckt er das Interesse von Allison an einem „Schatz“, den es zu finden gilt, um den ewig andauernden Krieg zu beenden. Als der Mann, der einst die Gegenseite des Flusses besuchte, dorthin entführt wird, stehlen Allison und Wil ein Flugzeug, um die Verfolgung aufzunehmen. Nach einem Absturz ihres Flugzeugs in Sou Beil gelingt es beiden, zunächst den alten Mann zu befreien, der schließlich jedoch für die beiden sein Leben opfert. Auf ihrer Flucht lernen sie den Piloten Carr Benedict kennen, der dem Militär von Sou Beil dient, dieses jedoch hintergeht. Letztlich finden die drei zusammen den „Schatz“ des alten Mannes: Eine historische Wandmalerei in einer Höhle, die zeigt, dass sich beide Nationen aus einem einzigen Stamm entwickelt haben.

### Allison II: Mahiru no Yoru no Yume
Als Wil einen Brief an Allison schreibt, dass seine Schule einen Ausflug zu den Bergen des Landes Iks unternehmen will, bittet sie ihn, trotz seiner knappen Finanzen diese Reise zu unternehmen. Auf dieser wird er von Allison „entführt“, welche ihn zu dem nun weltberühmten Benedict bringt. Von einem Schneesturm gezwungen, vorzeitig zu landen, versuchen beide, in einem Dorf Unterschlupf zu finden, während der besorgte Benedict sich auf den Weg begibt, um die beiden zu finden. Die zunächst äußerst feindselig gestimmten Dorfbewohner, die sich der alten Königsfamilie verpflichtet sehen, erkennen schließlich die Möglichkeit, dass die noch junge Fiona wieder als rechtmäßige Erbin auf den Thron des „Landes ohne König“ zurückkehren soll, nachdem ihre Eltern ermordet wurden. Sie selbst ist unterdessen gar nicht die wahre Königin, sondern nur ein Mädchen, das zusammen mit ihr aufgewachsen ist. Letztlich gelingt es ihnen auf der Bekanntgabe des neuen Präsidenten des Landes, einen Putsch gegen den amtierenden Politiker, der auch in die Morde verwickelt war, zu unternehmen.

### Allison III (Ue): Rutoni o Shasō karaundAllison III (Shita): Imbō to iu Na no Ressha
Die fünfzehnjährige Lilliane Schultz lebt zusammen mit ihrer Mutter, einer Testpilotin der Luftwaffe von Roxche, in einem kleinen Appartement in der Hauptstadt von Roxche. Zurückblickend auf ihre Familie berichtet sie von einem Zugunglück, bei dem ihr Vater noch vor ihrer Geburt ums Leben kam.
Viele Jahre zuvor erhielten Allison, Wil und Fiona von Benedict eine Fahrkarte für den Transcontinental Limited Express. Dieser luxuriös ausgestattete Zug sollte sie in einer mehrtägigen Reise von Roxche nach Sou Beil bringen. Ihr Weg führt sie dabei über die einzige neu errichtete Brücke zwischen beiden Nationen, die über den Fluss Lutoni führt. Ihre friedliche Reise wird abrupt beendet, als ein Schaffner und ein Kellner ermordet werden. Während der Mörder sich noch immer unter ihnen befindet, verlässt ein Großteil der Gäste den Zug. Die vier Freunde schlagen sich unterdessen auf die Seite des rätselhaften Major Stork, dessen Auftrag mit der Zeit als immer unheimlicher herausstellt, während der Zug weiter in Richtung Westen fährt. Auf der Reise fallen viele Andeutungen über den Tod von Allisons Vater.
Zurück in der Gegenwart heißt Lilia den neuen Freund ihrer Mutter, einen Major von Sou Beil, und ihren Kindheitsfreund Treize in ihrer Wohnung willkommen. Ohne dass sie es bemerkt, deuteten sich Geheimnisse der beiden Männer ihr gegenüber an.

## Entstehung und Veröffentlichungen
Die Light-Novel-Reihe wurde von Keiichi Sigsawa geschrieben und von Kouhaku Kuroboshi illustriert. Angeboten wurde sie von Media Works unter dem Imprint Dengeki Bunko. Die vier Bücher der Reihe wurden in einem Zeitraum vom 10. März 2002 bis zum 10. Mai 2004 veröffentlicht. Die Bücher verkauften sich mehr als eine Million Mal.
| Titel                                        | japanischer Titel                    | ISBN                   | Veröffentlichungsdatum |
| -------------------------------------------- | ------------------------------------ | ---------------------- | ---------------------- |
| Allison                                      | アリソン                             | ISBN 978-4-8402-2060-6 | März 2002              |
| Allison II: Mahiru no Yoru no Yume           | アリソン II 真昼の夜の夢             | ISBN 978-4-8402-2307-2 | März 2003              |
| Allison III (Ue): Rutoni o Shasō kara        | アリソン III (上) ルトニを車窓から   | ISBN 978-4-8402-2629-5 | März 2004              |
| Allison III (Shita): Imbō to iu Na no Ressha | アリソン III (下) 陰謀という名の列車 | ISBN 978-4-8402-2681-3 | Mai 2004               |

## Adaptionen

### Manga
Eine Adaption als Manga wurde ab dem 27. Juli 2007 im japanischen Shōnen-Manga-Magazin Dengeki Comic Gao! veröffentlicht. Der Manga gibt dabei die Inhalte der Light-Novel-Reihe wieder und wurde von Hiroki Haruse gezeichnet. Am 27. Januar 2008 endete die Veröffentlichung des Mangas und wurde am 21. März 2008 in dem Shōnen-Manga-Magazin Dengeki Daioh weitergeführt. Eine erste Ausgabe als gebundene Ausgabe erschien am 26. April 2008 durch ASCII Media Works beim eigenen Label Dengeki Comics.
- Bd. 1: ISBN 978-4-04-867044-9, 26. April 2008
- Bd. 2: ISBN 978-4-04-867716-5, Februar 2009

### Computerspiel
Ein japanisches Adventure, mit Kartenspiel-Elementen, für Nintendo DS wurde am 7. Dezember 2006 sowohl in einer regulären als auch in einer limitierten Ausgabe veröffentlicht. In dem Spiel wurde die Handlung der Buchreihe aufgegriffen. Produziert wurde es von DS Dengeki Bunko, einer neu gegründeten Abteilung von MediaWorks, die sich auf die Erstellung von Nintendo-DS-Spielen spezialisiert hat. Allison war auch das erste Spiel, welches von diesem Abzweig erstellt wurde. Später schlossen sich daran Umsetzungen von Baccano! oder Inukami! an.

### Anime
Die Buchreihe wurde zusammen mit ihrem Nachfolger Lillia to Treize im Jahr 2008 als 26-teilige Anime-Fernsehserie umgesetzt. Die ersten 13 Folgen der Serie geben die Inhalte der Buchreihe wieder.